# Margaret Markov
Margaret Markov, née à Stockton le 22 novembre 1948, est une actrice américaine.

## Biographie
Margaret Markov a été particulièrement active comme actrice de la fin des années 1960 jusqu'au milieu des années 1970. Elle est surtout connue pour ses rôles de protagoniste dans The Hot Box (1972) de Joe Viola, Black Mama, White Mama (1973) d'Eddie Romero et La Révolte des gladiatrices (1974), de Steve Carver.

## Vie familiale
Elle a épousé l'acteur Mark Damon, et ils ont eux deux enfants.

## Filmographie

### Cinéma
- 1969 : La Cavale infernale (Run, Angel, Run!), de Jack Starrett : Meg Felton
- 1969 : Pookie (The Sterile Cuckoo), d'Alan J. Pakula
- 1971 : Si tu crois fillette (Pretty Maids All in a Row), de Roger Vadim
- 1972 : The Hot Box, de Joe Viola : Lynn
- 1973 : Black Mama, White Mama d'Eddie Romero : Karen Brent
- 1974 : La Révolte des gladiatrices (The Arena), de Steve Carver : Bodicia
- 1974 : There Is No 13, de William Sachs : Numéro 11

### Télévision
- 1970-1971 : The Young Lawyers (en), série télévisée
- 1971 : Monty Nash (en), série télévisée
- 1971 : Sam Cade (Cade's County), série télévisée
- 1971 : The Jimmy Stewart Show (en), série télévisée
- 1972 : Le Sixième Sens, série télévisée
- 1973 : Hawkins (en), série télévisée
- 1997 : Des jours et des vies, série télévisée